# Nhà thờ Thánh Cyril và Methodius
Nhà thờ Thánh Cyril và Methodius là nhà thờ Chính thống giáo của Séc và Slovakia, tọa lạc tại Nové Město, Praha Cộng hòa Séc. Nhà thờ là một di tích lịch sử, là di sản do tiền nhân để lại.

## Lịch sử

### Lịch sử ban đầu
Theo truyền miệng, địa điểm nhà thờ Thánh Cyril và Nhà thờ Methodius xây dựng đã từng là vị trí của một nhà thờ nhỏ do Công tước xứ Bohemia Bořivoj I xây dựng và Thánh Methodius dâng tặng. Năm 1091, lãnh chúa Séc Zderad băng hà trong cuộc bao vây Brno, thi hài được chôn cất trong nhà thờ gần Praha. Tên của Zderad sau đó được đặt cho con phố "Na Zderaze", con đường tiếp giáp với nhà thờ.
Năm 1115, nhà thờ Thánh Peter và Paul xây dựng trên khuôn viên của Nhà thờ Thánh Cyril và Methodius hiện tại, xung quanh nơi này các Hiệp sĩ Teuton đã xây dựng tu viện Zderazsky. Trong Chiến tranh Hussite, nhà thờ bị phá hủy phần lớn. Năm 1705, Tổng Giám mục Công giáo La Mã của Praha tên là Breuner thành lập một viện dưỡng lão cho các linh mục của tu viện.

### Chiến tranh Thế giới II

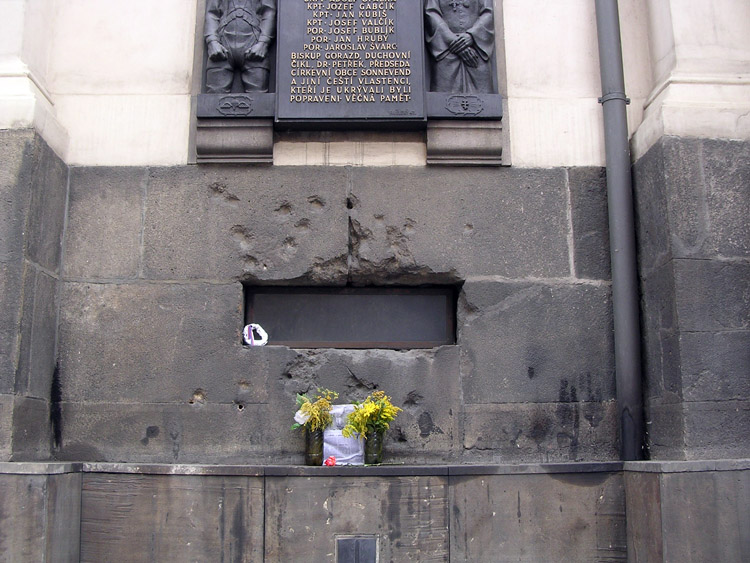
Cửa sổ có vết đạn tới hầm mộ

Năm 1942, trong Chiến tranh thế giới thứ hai, nhà thờ là nơi đặt chân cuối cùng của các đặc vụ Séc và Slovakia do SOE đào tạo liên quan đến vụ ám sát SS-Obergruppenführer Reinhard Heydrich. Lãnh đạo SS và Cảnh sát của Waffen-SS Karl Fischer von Treuenfeld đã chỉ huy lực lượng Đức Quốc xã xông vào nhà thờ vào ngày 18 tháng 6 năm 1942. Sau một trận đấu súng ác liệt, hai trong số những đặc vụ Séc-Slovakia đã tử trận, những người còn lại tự sát để tránh bị địch bắt. 
Có một bảo tàng trong hầm mộ dành riêng cho những lính đặc vụ, tôn vinh họ như những anh hùng dân tộc.